# Zesticelus
Zesticelus is een geslacht van straalvinnige vissen uit de familie van donderpadden (Cottidae).

## Soorten
- Zesticelus bathybius (Günther, 1878)
- Zesticelus ochotensis Yabe, 1995
- Zesticelus profundorum (Gilbert, 1896)